# Flora Annie Steel
Flora Annie Steel, née le 2 avril 1847 à Sudbury, dans le Middlesex, morte le 12 avril 1929 à Minchinhampton, dans le Gloucestershire, est une écrivaine britannique.
Ayant vécu 22 ans dans l'Inde britannique, son œuvre se focalise sur cet espace et ses régions voisines.

## Biographie
Flora Annie Webster naît à Sudbury, dans le Middlesex. Elle est le sixième enfant de George Webster. En 1867, elle épouse Henry William Steel, membre de l'Indian Civil Service, et vit avec lui en Inde jusqu'en 1889, essentiellement dans le Pendjab. La majorité de ses livres traite de cette zone géographique. Elle s'est progressivement intéressée au mode de vie des Indiens et s'investit dans le développement et la réforme du système éducatif indien. Elle devient par la suite inspectrice des écoles du gouvernement dans le Pendjab, et travaille également avec John Lockwood Kipling, le père de Rudyard Kipling, afin de mettre en valeur les arts et l'artisanat indiens.
Elle meurt dans la maison de sa fille à Minchinhampton, dans le Gloucestershire, le 12 avril 1929. Elle a pour biographes Violet Powell, et Daya Patwardhan,.

## Carrière littéraire
Flora Annie Steel s'intéresse aux différentes classes sociales qui forment la société indienne. La naissance de sa fille lui donne l'occasion d'interagir avec les femmes indiennes et d'apprendre leur langue. Elle s'investit dans la promotion de la production de l'artisanat local et recueille des contes traditionnels populaires, qu'elle publie dans un recueil en 1894.
Son intérêt pour la pédagogie et l'éducation locale lui fait observer les formes que cette dernière prend dans la société indienne, de même que les rôles que tiennent les femmes. Un an avant de quitter l'Inde, elle co-écrit et publie The Complete Indian Housekeeper, un guide dédié aux femmes européennes pour maîtriser les différents aspects du travail domestique en Inde.
En 1889, elle rentre en Écosse et continue d'écrire. Elle publie From the Five Rivers et Tales of the Punjab, deux recueils considérés comme ses meilleurs écrits par L'Encyclopædia Britannica de 1911.
Son roman On the Face of the Waters (1896) décrit la Révolte des cipayes. Elle a également écrit une histoire populaire de l'Inde. Son œuvre est souvent associée à celle de Bithia Mary Croker.